# Jaromír Dragan
Jaromír Dragan (Liptovský Mikuláš, 14 settembre 1963) è un ex hockeista su ghiaccio cecoslovacco, dal 1993 slovacco.

## Carriera
Alla sua nascita la città di Liptovský Mikuláš faceva parte della Cecoslovacchia e per questo partecipò ai Giochi olimpici invernali in rappresentanza dei cechi.
Vinse la medaglia di bronzo ai XVI Giochi olimpici invernali, insieme ai suoi compagni fra cui Patrik Augusta. Con la HC Košice vinse due campionati slovacchi (1994/1995 e 1995/1996). In seguito si trasferì a Košice.

## Palmarès

### Club
- Extraliga cecoslovacca: 1

Kosice: 1987-1988
- Extraliga slovacca: 2

Kosice: 1994-1995, 1995-1996